# Lodovico Seitz
Lodovico Seitz (Rim, 1844. – Rim, 1908.), talijanski slikar njemačkog porijekla. 
S ocem Alexanderom Maximilianom Seitzom izradio najveći dio oslika u unutrašnjosti đakovačke katedrale. Najkvalitetniji su mu radovi u katedrali Našašće Mojsija, Poklonstvo kraljeva i Oplakivanje Krista.